# Рожков Микола Миколайович
Мико́ла Микола́йович Рожко́в — старший лейтенант Збройних сил України, учасник російсько-української війни.

## Життєпис
Закінчив Київський аграрний університет, працював у Данії. При початку війни з Росією повернувся добровольцем. З частиною визволяв Маріуполь та Ізварине.
На початку липня 2014-го проводив розвідку боєм, було виявлено сепаратистів, яким дано бій. Рожков вивів розвідувальну групу без втрат у безпечне місце.
У серпні був з частиною оточений, полонений. Військовики після обстрілу під Червонопартизанськом змушено відійшли на російську територію — більш як 400 стрільців, десантників та прикордонників. Після оголошення голодування вони добилися, щоб їх передали Україні. Після цього військова прокуратура допитувалася, як це вони опинилися в Росії.

## Нагороди
15 липня 2014 року — за особисту мужність і героїзм, виявлені у захисті державного суверенітету та територіальної цілісності України, вірність військовій присязі під час російсько-української війни, відзначений — нагороджений орденом Богдана Хмельницького III ступеня.